# Pega negra
La pega negra és una substància semblant a la pega grega obtinguda de la destil·lació seca del pi, del que en un primer pas s'obtenia el quitrà.
Aquesta pega es feia servir mesclada amb cera d'abella o oli d'oliva per immobilitzar mans i peus dels animals en cas de dislocació, mitjançant un drap emplenat de pega que envoltava la zona afectada i que s'havia de mantenir immòbil fins que curava. La pega servia per caçar tords i altres aucells a xibiu, art prohibida actualment, amb visc, que es feia de llonja blanca, substància viscosa extreta de l'arrel de la llonguera, d'oli d'oliva, i la pega, ja esmentada, procedent del pi negre. Per obtenir el visc es bullia la pega, es llevaven les impureses, i llavors es sofregia amb oli i llonja, i, quan era ben fos i mesclat, s'hi tirava aigua, i llavors quedava una part d'aigua i una de visc. La unió entre les taules del folre de les naus s'omplia pels calafats amb estopa o cànem i pega, crostam o quitrà. L'ús de la pega és molt antic, doncs, ja s'esmenta al llibre del Gènesi segons el qual Noé va cobrir la seva arca amb pega, i també a l'Èxode es conta la història del nen Moisès que va ser lliurat al Nil dins una cistella de papir untada amb betum i pega. La pega i el quitrà fusos s'usaven a la guerra, així es fa a la defensa de Palerm, assetjada pel rei Robert I de Nàpols el 1325, i se sap per diferents fonts que aquest sistema de defensa no era infreqüent en aquella època.